# Studebaker Champion

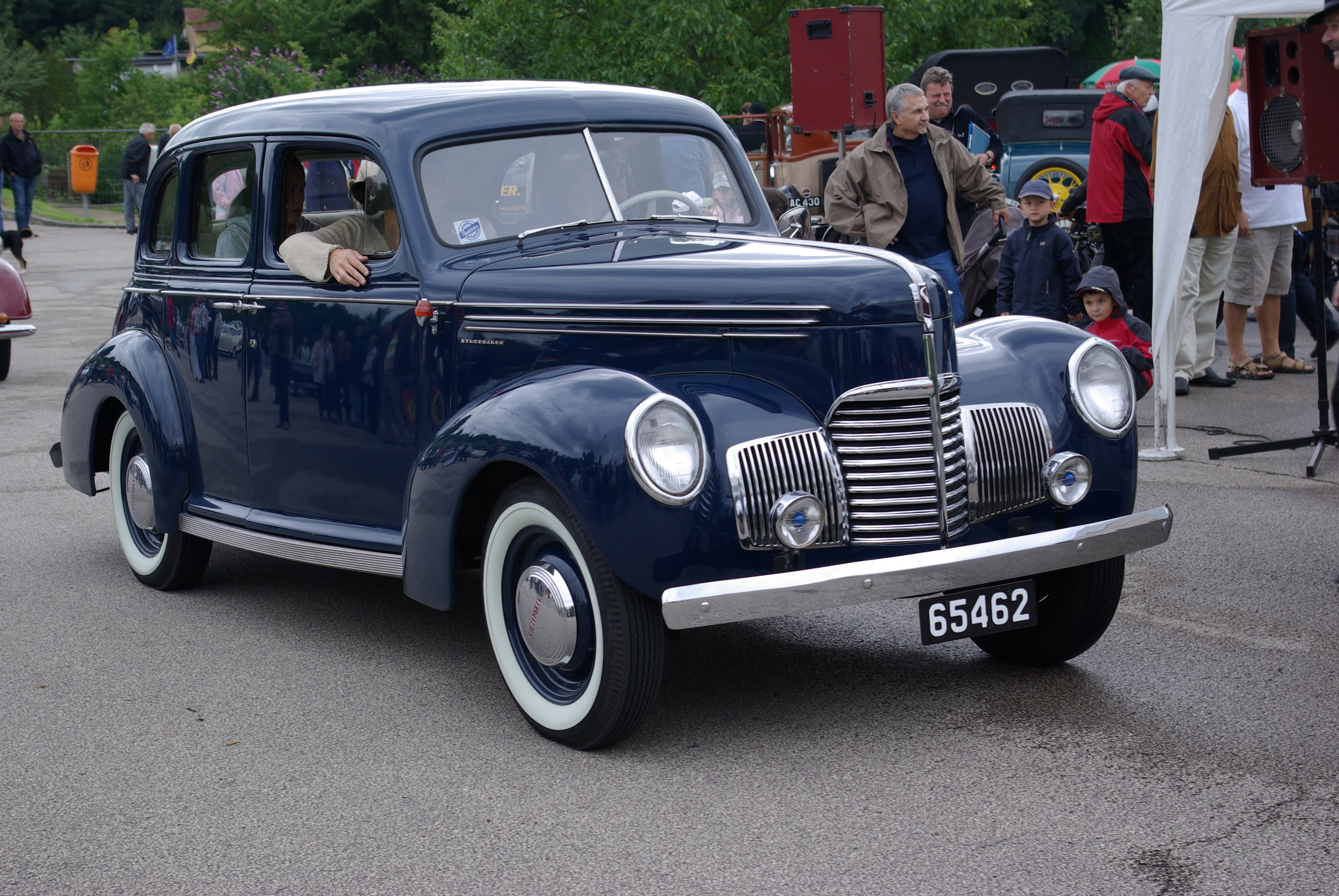
Studebaker Champion Serie G Limousine 4-türig (1939)

Der Studebaker Champion war ein PKW, der von der Studebaker Corporation in South Bend (Indiana) hergestellt wurde. Die Produktion dieses Modells begann mit dem Modelljahr 1939 und wurde bis 1958 fortgeführt, als man es zugunsten des Nachfolgers Lark einstellte. Vorher hatte Studebaker Vergleich anmelden müssen und war bemüht, die Fertigung wieder profitabel zu gestalten.
Den Erfolg des Champion im Modelljahr 1939 brauchte Studebaker nach den schwachen Verkaufszahlen des Vorjahres dringend zum Überleben. 
Wie nur wenige andere PKW-Modelle wurde der Champion auf einem "weißen Papier" konstruiert, was bedeutete, dass nicht die Notwendigkeit bestand, ältere Teile weiterzuverwenden oder die neu konstruierten Komponenten später in größere Wagen ebenfalls einzusetzen. Gründliche Marktbeobachtungen führten zu einem Lastenheft, aber das entscheidende Konstruktionsprinzip war die Prämisse „Das Gewicht ist der Feind!“. Für seine Größe war der Champion der leichteste Wagen seiner Zeit; sein größter Konkurrent war in dieser Beziehung der Willys Americar, der allerdings nicht einem so wohlüberlegten Konstruktionsprozess unterworfen wurde. Und das Ergebnis konnte sich sehen lassen: seinen stößelgesteuerten Motor behielt man bis zur Aufgabe der Automobilproduktion 1961 bei (allerdings mit verändertem Ventiltrieb als OHV).
Der Champion war einer der größten Verkaufserfolge von Studebaker durch seinen niedrigen Preis (nur 660 US-$ für das Business-Coupé von 1939), durch seine langlebige Maschine und durch sein Styling. Dieses Styling stammte von Industriedesigner Raymond Loewy, den Studebaker für die Konstruktion ihrer Modelle verpflichtet hatte. Der Champion gewann den Mobilgas Economy Run, weil er den geringsten Benzinverbrauch hatte. Im Zweiten Weltkrieg wurden die Champion geschätzt, weil sie in einer Zeit der Benzinrationierung in den USA sehr wenig Benzin verbrauchten. Von 1943 bis 1945 nutzte man den Motor des Champion als Kraftquelle für den einzigartigen Mannschafts- und Lastentransporter M29 Weasel, der auch vier Blattfederpakete des Champion quer eingebaut hatte.

## Nach dem Krieg

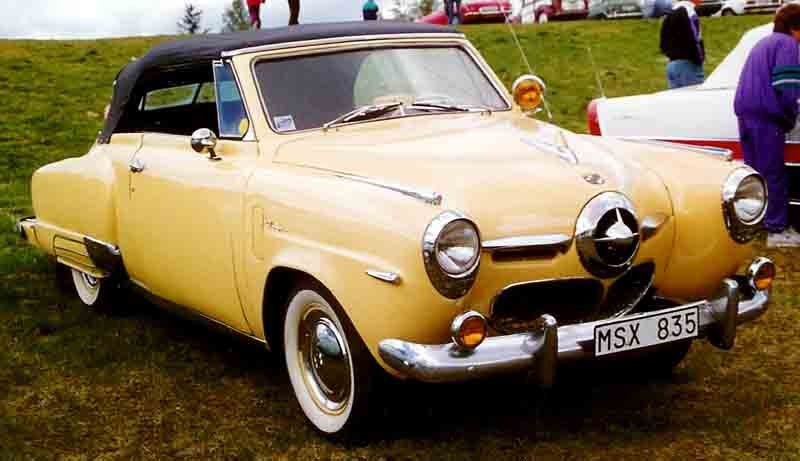
Studebaker Champion Cabriolet (1950)

1946 stellte Studebaker eine begrenzte Anzahl von Autos mit 1942er-Karosserien her, bevor 1947 Wagen neuerer Konstruktion das Werk verließen. Alle 1946 gebauten Studebaker-Modelle hießen Skyway Champion. 

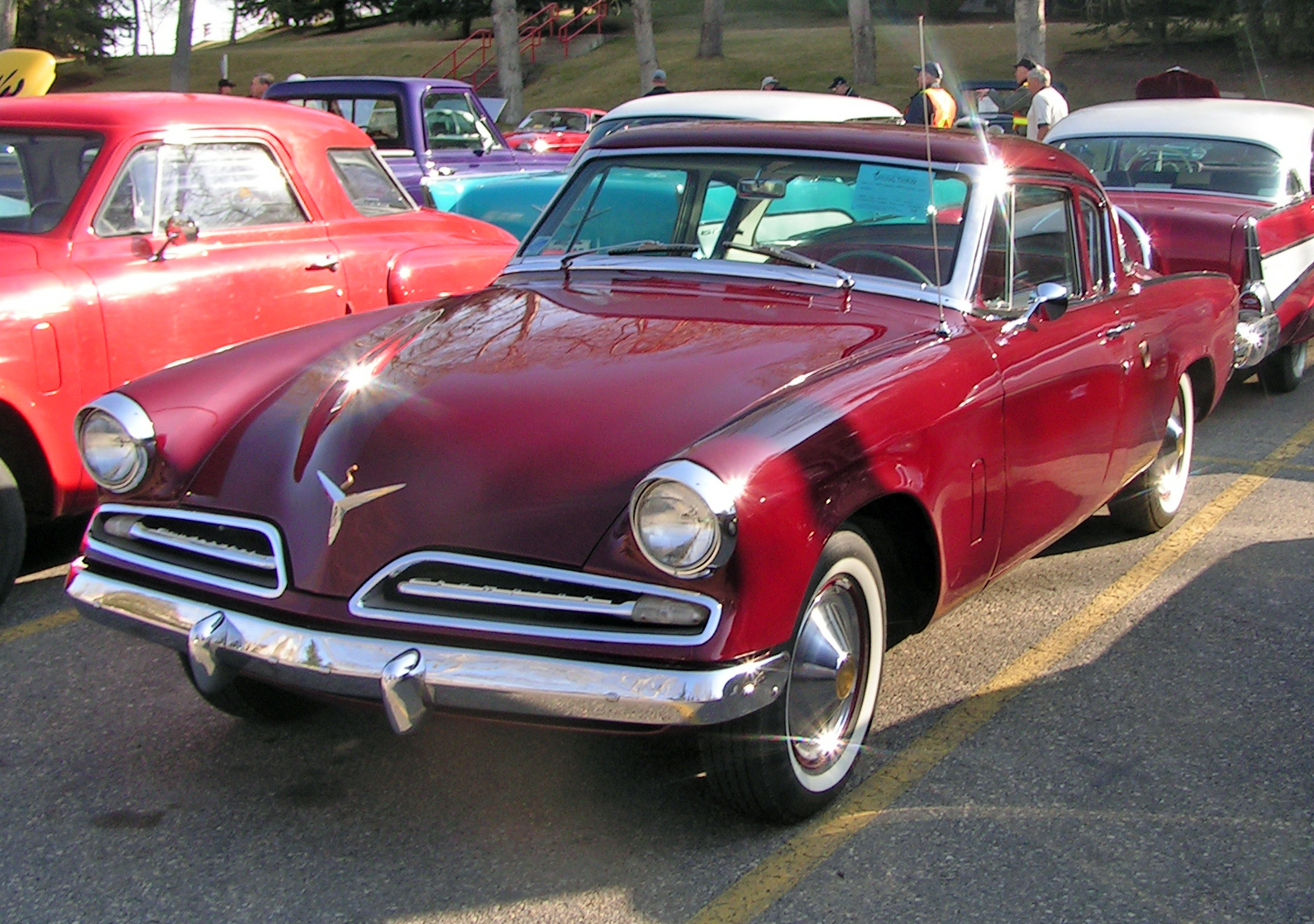
1953 Studebaker Champion Starlight Coupe

Ein komplett neues Modell, dessen Design ebenfalls von Raymond Loewy entworfen war, wurde 1953 eingeführt. Das Fahrzeug verfügt über eine sehr flache Karosserie, die durchaus mit europäischen Sportwagen dieser Zeit vergleichbar war. Dieses Modell war nicht nur als Limousine und Coupé, sondern auch als Cabriolet und Kombi verfügbar.
Ein letztes Modell erschien 1957. Die Front mit Doppelscheinwerfern und darunter liegendem riesigem Kühlergrill erinnert an den Chevrolet Bel Air dieser Zeit. 1957 führte Studebaker auch den Champion Scotsman, einen Champion mit magerer Ausstattung, ein, um gegen die „Großen Drei“ und Nash im Niedrigpreissegment bestehen zu können. Diese Ausstattungslinie wurde kurze Zeit später als eigenes Modell Studebaker Scotsman geführt.